# Communauté de communes de Salies-de-Béarn
La communauté de communes de Salies-de-Béarn est une ancienne communauté de communes française, située dans le département des Pyrénées-Atlantiques et la région Nouvelle-Aquitaine.

## Historique
La transformation en communauté de communes de la structure antérieure est intervenue le 13 janvier 2001.
Elle fusionne avec deux autres communautés de communes pour former la communauté de communes du Béarn des Gaves au 1er janvier 2017.

## Composition
La communauté de communes regroupe 11 communes :
| Code INSEE | Commune                | Maire                      | Population | Superficie | Densité       | Délégués |
| ---------- | ---------------------- | -------------------------- | ---------- | ---------- | ------------- | -------- |
| 64082      | Auterrive              | Josette de Caumia-Baillenx | 129 hab.   | 308 ha     | 41,9 hab./km² |          |
| 64112      | Bérenx                 | Jean Domercq-Bareille      | 481 hab.   | 1 359 ha   | 35,4 hab./km² |          |
| 64168      | Carresse-Cassaber      | Michel Lansalot-Gné        | 535 hab.   | 1 391 ha   | 38,5 hab./km² |          |
| 64170      | Castagnède             | Jacques Bargel             | 202 hab.   | 833 ha     | 24,2 hab./km² |          |
| 64205      | Escos                  | Daniel Vigneau             | 230 hab.   | 561 ha     | 41,0 hab./km² |          |
| 64291      | Labastide-Villefranche | Jean-Pierre Sallenave      | 319 hab.   | 1 527 ha   | 20,9 hab./km² |          |
| 64305      | Lahontan               | Christian Chauveau         | 457 hab.   | 1 464 ha   | 31,2 hab./km² |          |
| 64334      | Léren                  | Jean Pommiers              | 225 hab.   | 457 ha     | 49,2 hab./km² |          |
| 64474      | Saint-Dos              | Robert Claverie            | 125 hab.   | 184 ha     | 67,9 hab./km² |          |
| 64494      | Saint-Pé-de-Léren      | Bernard Saphores           | 239 hab.   | 531 ha     | 45,0 hab./km² |          |
| 64499      | Salies-de-Béarn        | Claude Serres-Cousiné      | 4 802 hab. | 5 208 ha   | 92,2 hab./km² |          |
|            |                        |                            | 7 514 hab. | 13 823 ha  | 54,4 hab./km² | 32       |